# Takashi Naraha

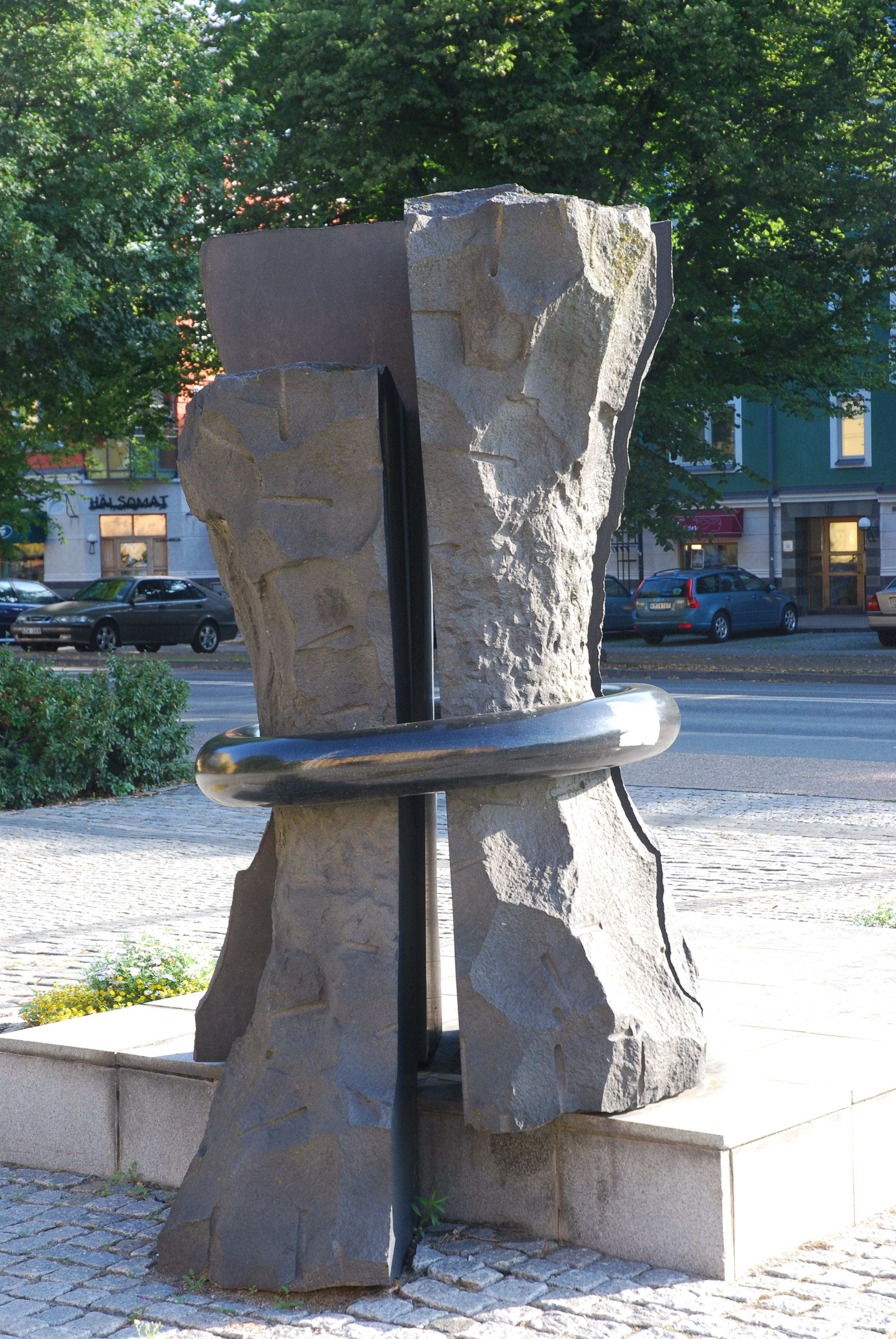
Kosmos, Kristianstad.

Takashi Naraha, 楢葉雍, född 25 maj 1930 i Mito i Ibaraki prefektur i Japan, död i maj 2019 i 's-Hertogenbosch i Nederländerna, var en japansk skulptör.
Takashi Naraha utbildade sig vid Musashino Art University i Tokyo 1950-55. Han hade sin första separatutställning på Galleri Kunugi i Tokyo 1967.
Takashi Naraha var framför allt känd för sina abstrakta skulpturer i svensk diabas från Hägghult utanför Lönsboda, ett material som han lärde känna vid ett symposium i Skåne 1973-74. Från 1975 bodde och arbetade han i Sverige under flera decennier. Senare var han bosatt i Frankrike och Nederländerna.

## Offentliga verk i urval
- Structure Mandala (2005), granit , Ludwig Museum im Deutschherrenhaus i Koblenz, Tyskland
- Mandala (2001), diabas, Slottsparken i Kalmar
- Structure-88-J-1 (1998), grön ekerödsgranit, Umedalens skulpturpark i Umeå
- Die Kraft des Wassers (1997), granit, Gelsenkirchen
- Strukturspiral (1993), granit, rondellen Kyrkogatan/Nygatan i Eskilstuna
- Mandala (1992), granit, Stora Nygatan, Bastionen i Göteborg
- Mandala (1991), granit, Östra Piren i Karlshamn
- Mandala (1991), granit, Bantorget i Lund
- Stenskulptur (1988), granit, Lastageplatsen i Kristianstad
- Gestaltning av tunnelbanestation Solna strand, tidigare Vreten, i Sundbyberg (1985), inklusive skulptur utanför entrén i markplanet.
- Structure (1985), vid Östergötlands länsmuseum i Linköping
- Kosmos (1981), diabas, utanför Länsstyrelsen, Västra Boulevarden i Kristianstad
- Valvbron, granit, Stortorget i Älmhult
- Boule erratique ou Fenêtre, Musée d'art Roger-Quilliot, Parc Montjuzet i Clermont-Ferrand
- X, granit, vid Vallgraven i Göteborg
- Mandala - en komposition med vatten och stenar,  geologisk trädgård, röd granit från Askeryd, grå gnejs från Gislaved, diabas från Rydaholm,  blåbrun järnmalm från Smålands Taberg och gulbrun sandsten från Visingsöformationen, parken utanför Jönköpings läns museum i Jönköping
- Den förskjutna pyramiden, diabas, Hägghult, Lönsboda

Takashi Naraha är även representerad vid Moderna museet, Kalmar konstmuseum.

## Bildgalleri

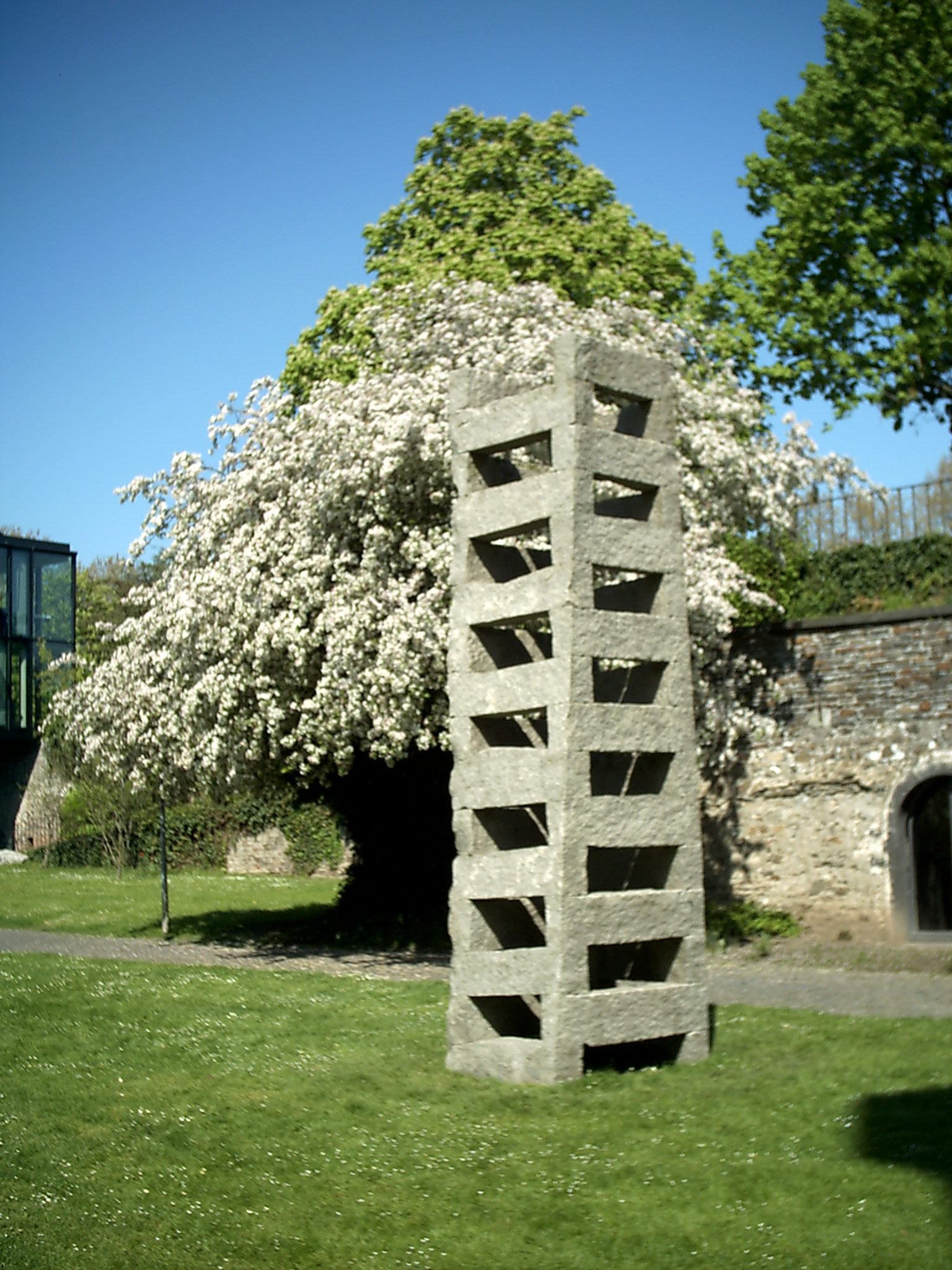
Mandala, Koblenz i Tyskland
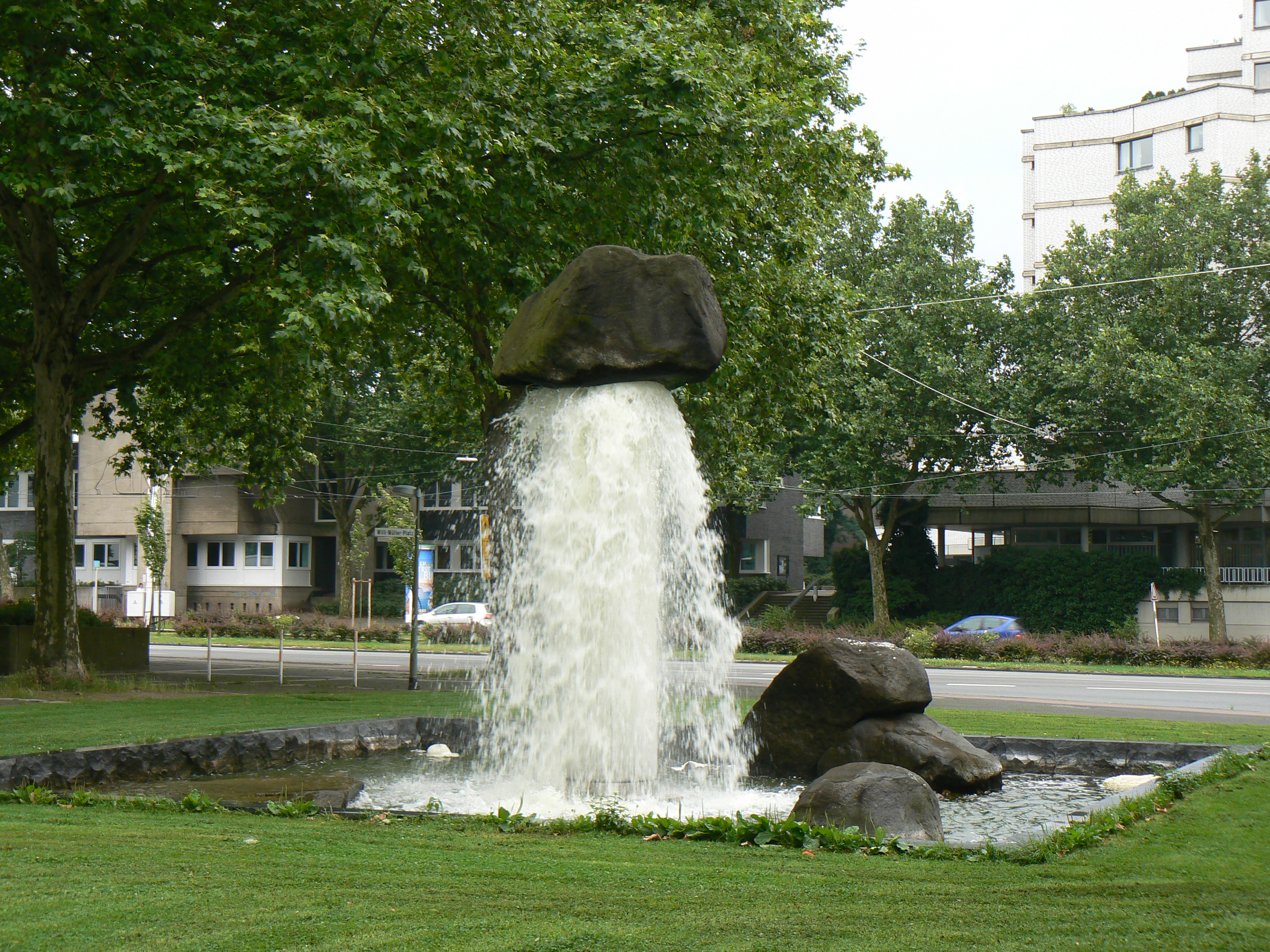
Die Kraft des Wassers, Gelsenkirchen i Tyskland
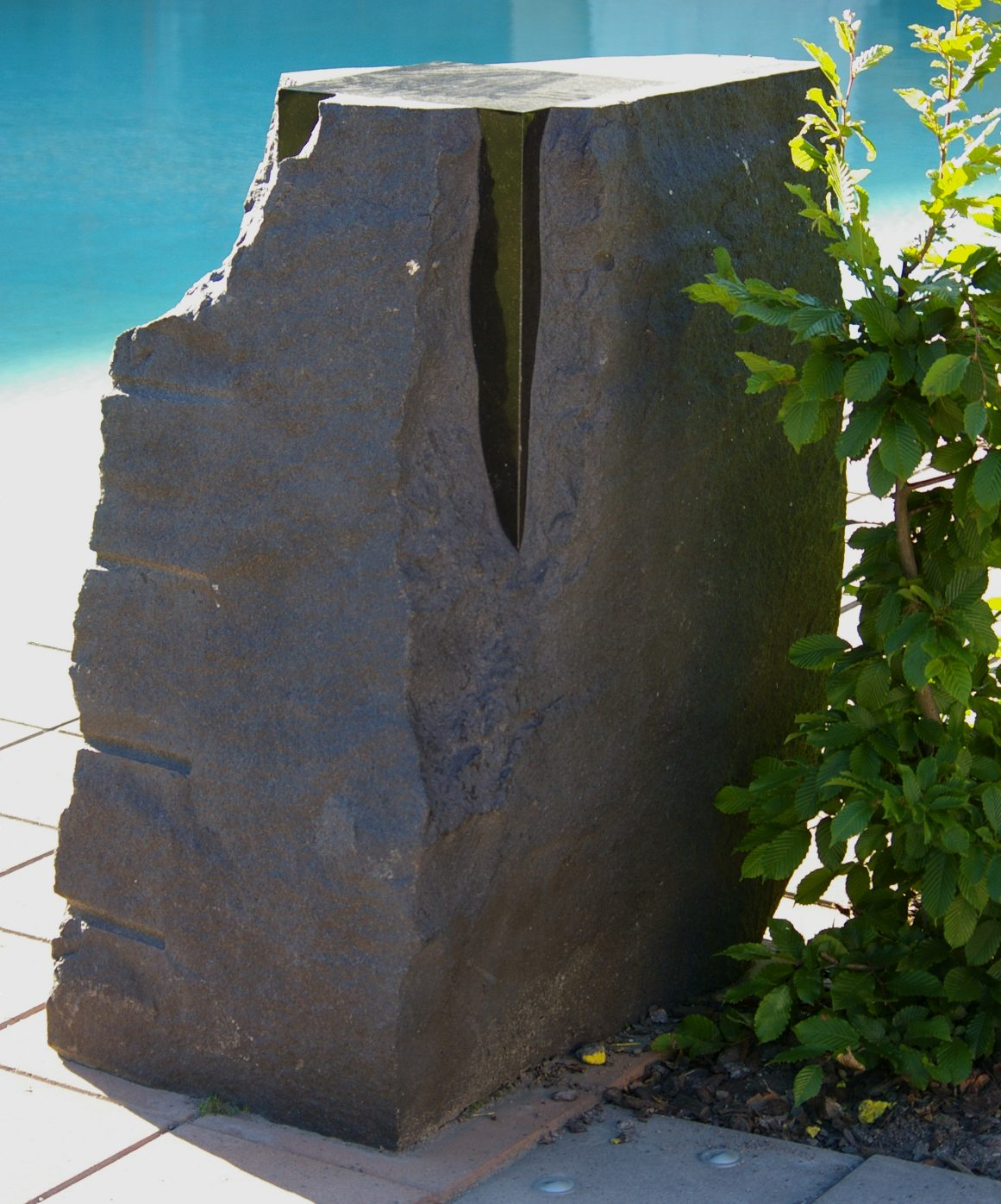
Structure, Linköping
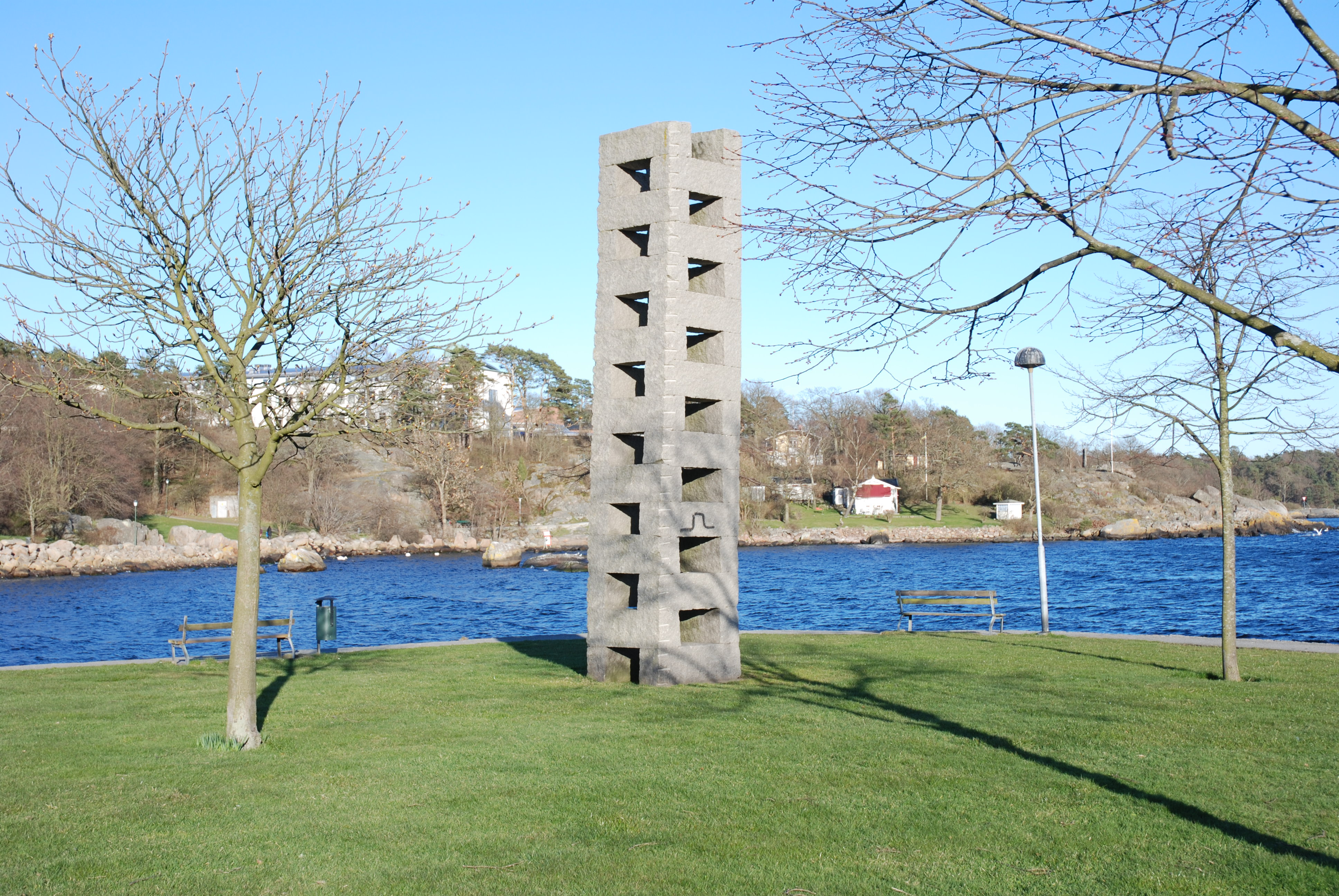
Mandala, Karlshamn